# Der Tolpatsch (1953)
Der Tolpatsch ist eine US-amerikanische Filmkomödie aus dem Jahr 1953 von Norman Taurog mit Dean Martin und Jerry Lewis in den Hauptrollen. Der Film wurde von Paramount Pictures in Zusammenarbeit mit York Pictures produziert.

## Handlung
Während die Entertainer Joe Anthony und Harvey Miller in New York ihre Show beginnen, erzählt Harveys Vater der Journalistin Lorelei Larson, wie die beiden Freunde zu ihrer Showkarriere kamen.
Harveys Vater war Profigolfer. Auch sein Sohn versucht sich in der Sportart, wird aber hektisch und nervös, wenn er vor Zuschauern spielt. Joe seinerseits will seinem Vater, einem Fischer, nicht folgen. In den folgenden vier Jahren findet er jedoch keine passende Arbeit. Harvey arbeitet zusammen mit seiner Verlobten Lisa, Joes Schwester, in einem Kaufhaus. Er überredet sie, mit ihm in der Mittagspause eine Partie Golf zu spielen. Da sie erst nach drei Stunden wieder im Kaufhaus sind, werden sie von ihrem Vorgesetzten zur Rede gestellt. In seiner Panik richtet Harvey großen Schaden im Kaufhaus an, woraufhin er und Lisa gefeuert werden. Auf dem Heimweg ermutigt Lisa Harvey, eine Golfschule zu eröffnen.
Joe ist nach Hause zurückgekommen und findet zu seinem Erstaunen Harvey in seinem Bett vor, der sich bei Lisas Vater eingemietet hat. Joe will Harvey rauswerfen, bis Lisa ihn als ihren zukünftigen Ehemann vorstellt. Am nächsten Tag übt Harvey Abschläge auf einem Vordach. Joe gesellt sich zu ihm und macht selber einige Schwünge. Harvey ist beeindruckt von Joes Talent und überredet ihn, bei den Santa Barbara Open mit ihm als Caddy anzutreten. 
Joes Eltern sind enttäuscht. In der Hoffnung, sein Sohn würde nun doch mit ihm arbeiten, hat sich Joes Vater 500 Dollar für ein neues Fischerboot bei Mr. Spezzato geliehen. Um die Schulden seines Vaters auszugleichen, trainiert Joe mit Harvey und geht in Santa Barbara an den Start.
Im dortigen Golfclub begegnen die Mitglieder Joe mit Ablehnung. Harvey wird zu den anderen Caddies geschickt. Während Joe die attraktive Kathy Taylor umwirbt, wird Harvey von den anderen Caddies ausgetrickst und landet halbnackt in der Lobby des Clubs. 
Trotz des schlechten Starts hat Joe eine gute erste Runde. Harvey will mit ihm das Ergebnis feiern, doch Joe will den Abend mit Kathy verbringen. Als er die verabredete Zeit der Rückkehr nicht einhält, wird Joe von einem verärgerten Harvey aus dem Club geholt. Am nächsten Tag gewinnt Joe das Turnier, soll aber das Preisgeld von 500 Dollar für einen guten Zweck spenden. Als Ausgleich bekommt er von Sponsoren Golfbälle, einen Anzug und einen Koffer. In seinem neuen Anzug will Joe zu Kathy nach Monterey fahren. Er bringt Harvey dazu, ihm das übriggebliebene Geld zu geben und reist ab.
Harvey folgt Joe per Anhalter mit seinen Golfschlägern. Er findet das Anwesen der Taylors, kann die Wachhunde umgehen und übernachtet in einer Scheune. Er findet einen alten Mantel und geht als Obdachloser zur Eingangstür, um sich ein Frühstück zu erbetteln. Joe und Kathy finden ihn in der Küche. Kathys Mutter Grace will Harvey als Diener einstellen. Während einer Party am Abend erhält Harvey einen Anruf von Lisa, die ihm mitteilt, dass Mr. Spazzato ihrem Vater droht, ihm das Boot wegzunehmen. Um zu verhindern, dass Joe sich betrinkt, stiehlt Harvey dessen Cocktails und betrinkt sich selber. Nach einem Tumult versucht Harvey Joe von dem Anruf zu erzählen. Durch sein wirres Reden missversteht Kathy, dass Lisa Joes Verlobte sei. Kathy macht Joe Vorwürfe und stürmt davon. Harvey kann Kathy die wahren Verhältnisse erklären, doch nun ist Joe weg. Kathy ruft die Polizei und lässt nach Joe wegen Diebstahls suchen. Joe wird angehalten und festgenommen. Bei den Taylors erreichen Kathy und Harvey Joes Freilassung, doch der verlässt wütend das Haus.
Am nächsten Tag findet in Monterey ein Einladungsturnier statt, an dem auch Joe teilnehmen soll. Kathy wird von Joe angerufen, der erneut festgenommen wurde. Während Harvey den Turnierstart verzögert, kann Kathy bei der Polizei alles klären. Gerade rechtzeitig erreicht Joe den Golfplatz. Als Joes und Lisas Eltern erscheinen, kommt ein Tumult auf. Mitten in dem Gerangel begegnen Joe und Harvey dem Theateragenten Eddie Lear, der den beiden schon seit einiger Zeit folgt. Er schlägt ihnen vor, ins Showbusiness zu wechseln. Ihre erste Show in Ma Anthonys Restaurant wird ein voller Erfolg. 
Zurück in der Gegenwart beenden Joe und Harvey ihren Auftritt und Harveys Vater seine Erzählung. Die nächste Nummer sollen die beiden Starkomiker Dean Martin und Jerry Lewis aufführen. Die beiden Stars werden von Kathy und Lisa für Joe und Harvey gehalten und geküsst. Joe und Harvey erscheinen und alle schauen entgeistert.

## Produktion

### Hintergrund
Gedreht wurde der Film von Ende November bis Ende Dezember 1952 in den Paramount-Studios in Hollywood. Weitere Szenen entstanden im Februar 1953.

### Stab
Franz Bachelin und Hal Pereira oblag die künstlerische Leitung. Sam Comer und Ray Moyer waren für das Szenenbild zuständig, Edith Head für die Kostüme, Wally Westmore für das Maskenbild. Farciot Edouart, John P. Fulton und Paul K. Lerpae schufen die visuellen Effekte. Michael D. Moore arbeitete als Regieassistent.

### Besetzung
In kleinen nicht im Abspann erwähnten Nebenrollen traten Franklyn Farnum, Bess Flowers, Ned Glass, Grace Hayle, Johnny Indrisano, Hank Mann, Joel Marston, Harold Miller und Mario Siletti  auf. 
Ebenfalls unerwähnt blieben Mary Newton als Lorelei Larson und Albert Tovey als Smith.
Gastauftritte hatten die Golfprofis Julius Boros, Ben Hogan, Byron Nelson und Sam Snead sowie der Bandleader Dick Stabile.

### Musik
Folgende von Harry Warren und Jack Brooks geschriebene Songs wurden im Film gespielt:
- What Wouldcha Do Without Me?
- That’s Amore
- You’re the Right One
- It’s a Whistle-In’ Kinda Mornin’
- The Gay Continental
- One Big Love

Joseph J. Lilley war der musikalische Direktor. Das Orchester wurde von Van Cleave, Gus Levene und Leo Shuken geleitet.

## Synchronisation
| Rolle             | Schauspieler     | Deutscher Synchronsprecher |
| ----------------- | ---------------- | -------------------------- |
| Joe Anthony       | Dean Martin      | Klaus Miedel               |
| Harvey Miller jr. | Jerry Lewis      | Horst Gentzen              |
| Kathy Taylor      | Donna Reed       | Sigrid Lagemann            |
| Lisa Anthony      | Barbara Bates    | Margot Leonard             |
| Pa Anthony        | Joseph Calleia   | Hans Hessling              |
| Mr. Baxter        | Fred Clark       | Siegfried Schürenberg      |
| Charles           | Clinton Sundberg | Kurt Waitzmann             |
| Turnierleiter     | Howard Smith     | Robert Klupp               |
| Grace Taylor      | Marjorie Gateson | Ursula Krieg               |
| Mr. Spezzato      | Frank Puglia     | Erich Poremski             |
| Schotte           | Freeman Lusk     | Harry Giese                |
| Mr. Benthall      | Keith McConnell  | Peter Petersz              |
| Gaston Leron      | Maurice Marsac   | Ralph Lothar               |
| Harvey Miller sr. | Donald Randolph  | Friedrich Joloff           |
| Betrunkener       | King Donovan     | Roman Roth                 |
| stämmiger Caddy   | Frank Richards   | Hans Emons                 |

Anmerkung: Die kursiv geschriebenen Namen sind Rollen und Darsteller, die nicht im Abspann erwähnt wurden.

## Veröffentlichung
Die Premiere des Films fand am 10. August 1953 statt. In der Bundesrepublik Deutschland kam er am 23. Dezember 1955 in die Kinos, in Österreich im Juni 1966.

## Kritiken
Der Filmkritiken-Aggregator Rotten Tomatoes hat in einer Auswertung von sechs Kritiken eine Zustimmungsrate von 83 Prozent errechnet. Das Publikumsergebnis hat sich bei 78 Prozent positiver Bewertungen eingependelt.
Das Lexikon des internationalen Films schrieb: „Überwiegend auf Lewis' Pechvogelkomik beschränkte Groteske, mehr Klamauk als zündender Witz.“
Die Filmzeitschrift Cinema befand: „Golfer-Komödie mit Jerry Lewis und Dean Martin in mäßiger Form. Abgesehen von ein paar netten Songs (Martin singt seinen Oscar-nominierten Hit „That’s Amore“) gibt’s wenig Grund zur Freude. Fazit: Zwei Spaßvögel mit lausigem Handicap.“
Der Kritiker des TV Guide sah einen nur gelegentlich lustigen Film.

## Auszeichnungen
Der Song That’s Amore wurde 1954 für den Oscar als Bester Song nominiert.
Im gleichen Jahr erhielt Dean Martin den Laurel Award als bester Hauptdarsteller in einer Komödie.